# Анна Тершибашич
Анна Тершибашич (нім. Anne Terzibaschitsch; 5 серпня 1955, Ессен) — німецька піаністка, композитор і викладач фортепіано.

## Біографія
Народилась у місті Ессен, Німеччина 5 серпня 1955 року. Батько — Стефан Тершибашич, автор книжок про військово-морські сили США.
У 1975—1983 роках вчилась у музичному університеті Карлсруе. Більшу частину життя працювала вільнонайманою піаністкою, а також давала приватні уроки.
Створила велику кількість п'єс для фортепіано, які вийшли у видавництві Musikverlag Holzschuh у серії випусків під назвою «Tastenträume» (дослівно — «Клавішні мрії»)